# San Sebastiano Curone
San Sebastiano Curone – miejscowość i gmina we Włoszech, w regionie Piemont, w prowincji Alessandria.
Według danych na styczeń 2010 gminę zamieszkiwały 632 osoby przy gęstości zaludnienia 160 os./1 km².